# Apogonia sjoestedti
Apogonia sjoestedti är en skalbaggsart som beskrevs av Moser 1921. Apogonia sjoestedti ingår i släktet Apogonia och familjen Melolonthidae. Inga underarter finns listade i Catalogue of Life.